# ITサービスマネージャ試験
ITサービスマネージャ試験（ITサービスマネージャしけん、Information Technology Service Manager Examination、略号SM）は、情報処理技術者試験の一区分である。試験制度のスキルレベル4（スキルレベルは1～4が設定されている。）に相当し、高度情報処理技術者試験に含まれる。対象者像は「情報システム全体について、安定稼働を確保し、障害発生時においては被害の最小化を図るとともに、継続的な改善、品質管理など、安全性と信頼性の高いサービスの提供を行う者」。

## 概要
システムエンジニアの中でも主に業務システムの運用管理責任者（運用管理・システム管理・オペレーション・サービスデスク等のリーダー）を対象としている。システム運用管理に関する試験は、最近でこそITILが注目されているが、これまではこの試験がほぼ唯一のものであった。試験にはリスク管理やコスト管理といった側面が重視されるため、ある程度の経営知識やビジネススキルが要求される。また、サービスを安定提供するために関係者を指揮し、非機能要件の定義やサービスレベル管理をはじめとするサービス提供の責任を担う。上位レベルの技術者は、顧客に対してITサービスマネジメントの統括責任を負うため、開発責任者と対等またはそれ以上の立場の者が想定される。

## 沿革
- 1995年（平成7年）システム運用管理エンジニア試験新設、春期より年一回実施、年齢制限は受験する年の4月1日時点で25歳以上、受験に際し業務経歴書（経歴の無い者は「業務経歴なし」と記した書類）の提出を要した。
- 2001年（平成13年）制度改正によりテクニカルエンジニア（システム管理）試験と改称、年齢制限と業務経歴書の提出を撤廃。
- 2005年（平成17年）午前の試験時間延長及び出題数増加。
- 2009年（平成21年）制度改正により改称、秋期に年一回実施。
- 2020年（令和2年）シラバス改訂により、午前II科目で情報セキュリティ分野からの出題が強化される。また、新型コロナウイルス（COVID-19）の影響により、2020年10月に予定されていた秋期試験が、従来の春期試験での高度区分の試験として実施されたため中止。
- 2021年（令和3年）上記の前年度中止に伴い、春期試験として実施され、翌年以降も春期試験に時期を変更して実施（予定）。

## 形式
午前I
試験時間50分。四肢択一式（マークシート使用）で30問出題され全問解答。他の高度情報処理技術者試験と共通のスキルレベル3相当の問題が出題される。満点の60%を基準点とし、基準点以上で午前I試験通過となる。基準点に達しなかった場合は不合格で、午前II・午後I・午後IIは採点されない。
午前II
試験時間40分。選択式（マークシート使用）で全25問出題され全問解答。
スキルレベル4かつ重点分野は「サービスマネジメント」「プロジェクトマネジメント」である。特に「サービスマネジメント」は出題比率が高く、例年10問以上出題される。ITILに関する用語の理解や、各管理プロセスの達成目標・メリットなどが問われる。また 午前Iの内容に加えて、ITサービスマネジメントの観点から理解が必要と思われるITの用語や概念に関する問題が出題される。
スキルレベル3の中で試験対象は、「コンピュータ構成要素」「システム構成要素」「データベース」「ネットワーク」「情報セキュリティ」「システム監査」「法務」である。
2020年度（令和2年度）の試験より、「情報セキュリティ」がスキルレベル4かつ重点分野に引き上げられる。
| 分類           | 午前Iと午前IIの両方で出題される領域 特に午前IIではスキルレベル4かつ重点分野              | 午前Iと午前IIの両方で出題される領域 スキルレベル3                                  | 午前Iでのみ出題される領域（午前IIでは対象外） スキルレベル3 |
| -------------- | ---------------------------------------------------------------------------------------- | ---------------------------------------------------------------------------------- | --- |
| テクノロジ系   | - 情報セキュリティ：2020年度（令和2年度）よりスキルレベル4かつ重点分野に引き上げられる。 | - コンピュータ構成要素、システム構成要素 - データベース - コンピュータネットワーク | - 基礎理論（離散数学、応用数学、アルゴリズム、プログラミングなど） - ハードウェア、ソフトウェア - ヒューマン・インタフェース・デバイス、マルチメディア - システム開発技術、ソフトウェア開発管理技術 |
| マネジメント系 | - ITサービスマネジメント - プロジェクトマネジメント                                      | - システム監査                                                                     | |
| ストラテジ系   |                                                                                          | - 法務                                                                             | - システム戦略、システム企画 - 経営戦略マネジメント、技術戦略マネジメント、ビジネスインダストリ - 企業活動                                                                                          |

午後I
試験時間90分。記述式で、3問のうちから2問を選択して回答。それぞれの問題には設問が3～4問含まれており、すべてに回答する必要がある。それぞれの問題に対しケーススタディが与えられ、その中で指摘されている課題に ITIL の各管理プロセスを適用した場合のメリット、注意点、実施すべき項目などが問われる。
午後II
試験時間120分。論述式で、2問のうちから1問を選択して回答。それぞれの問題では ITIL の管理プロセスの一部が取り上げられ、そのプロセスを自分の業務でどのように適用したかということを自身の経験に基づき小論文（2,200字以上3,600字以下）を書く。採点はA,B,C,Dの4段階で評価され、Aのみ最終的に合格となる。基準点に達しなかった場合は不合格。
科目免除
下記の試験に合格又は基準点を得れば2年間、午前Iの科目免除が受けられる。
- 応用情報技術者試験に合格すること。
- いずれかの高度情報処理技術者試験に合格すること。
- 情報処理安全確保支援士試験に合格すること。
- いずれかの高度情報処理技術者試験の午前Iに基準点以上を得ること。
- 情報処理安全確保支援士試験の午前Iに基準点以上を得ること。

## 合格者の特典
- 合格又は午前Iに基準点以上を得れば2年間、他の高度情報処理技術者試験及び情報処理安全確保支援士試験の午前Iの科目免除が受けられる。
- 科目免除又は任用資格、これには従前のシステム運用管理エンジニアおよびテクニカルエンジニア（システム管理）を含む。
  - 弁理士試験の科目免除（理工V・情報）
  - 技術士試験（情報工学部門）の科目免除（第一次試験専門科目）[3]
  - ITコーディネータ（ITC）試験の科目免除
  - 技術陸曹・海曹・空曹及び予備自衛官補（技能公募）の任用資格
  - 警視庁特別捜査官の4級職（警部補）のサイバー犯罪捜査官の任用資格

## その他
- IT人材育成センター国家資格・試験部の統計資料による累計値

| 区分                                 | 受験者数（人） | 合格者数（人） | 合格率（%） |
| ------------------------------------ | -------------- | -------------- | ----------- |
| システム運用管理エンジニア           | 13,793         | 940            | 6.8         |
| テクニカルエンジニア（システム管理） | 44,867         | 3,451          | 7.7         |

統計資料の応募者・受験者・合格者の推移表において、テクニカルエンジニア（システム管理）試験にかかる数値は本試験に計上されているが、システム運用管理エンジニア試験にかかる数値は計上されていない。
- テクニカルエンジニア（システム管理）試験とシステム運用管理エンジニア試験の試験範囲・内容はほぼ同じであり、ほとんどの企業や受験参考書はこの2つの試験を同じものとして扱っていた。